# Bric del Monte
Il Bric del Monte (o Bric di Viola) è una montagna delle Alpi liguri alta 1208 metri s.l.m.; si trova in Provincia di Cuneo.

## Descrizione

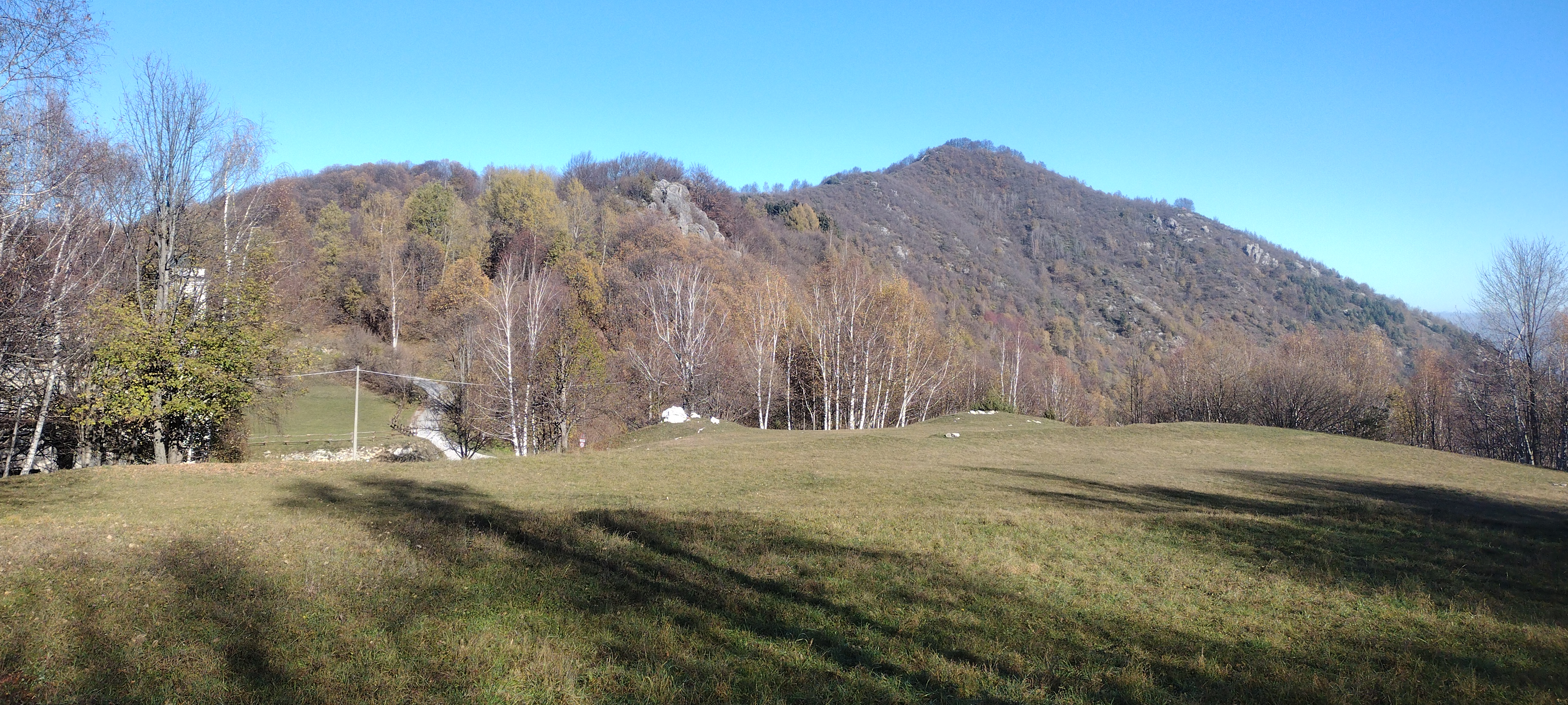
Vista da sud

La montagna sorge sullo spartiacque Mongia/Casotto tra la larga sella della Madonna della Neve (1035 m, a sud in direzione del Bric Mindino) e l'intaglio più profondo del valico delle Quattro Strade, che la separa dal Bric Blin (1043 m, a nord). La cima si trova in comune di Viola, il cui territorio si estende oltre che in Val Mongia, dove si trova il centro comunale, anche in val Casotto. Nei pressi dello spartiacque, sul versante Val Casotto, transita una strada asfaltata che, aggirando ad ovest la montagna, collega il Santuario della Madonna della Neve con le Quattro Strade. La zona è caratterizzata dall'alternanza tra boschi a prevalenza di latifoglie con radure e zone di pascolo. Alcuni affioramenti rocciosi emergono dalla vegetazione a nord della montagna.

## Geologia
Il Bric del Monte è costituito principalmente da rocce calcareo/dolomitiche. Come anche nel caso del vicino Bric Ciarandella la loro origine è triassica, e poggiano su un substrato risalente al paleozoico.

## Accesso alla cima

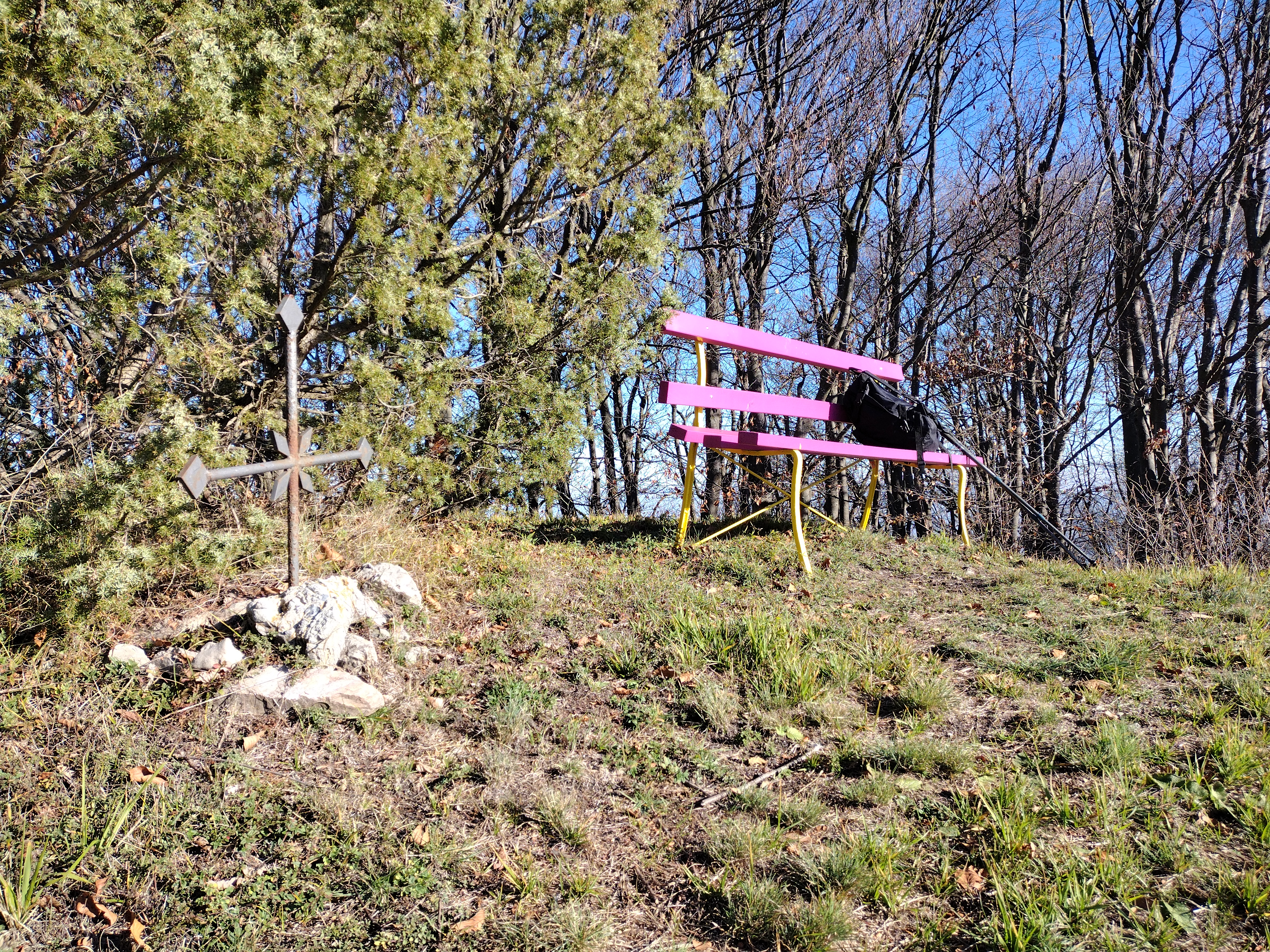
Le cima del monte con una piccola croce di vetta e una panchian viola

La cima della montagna può essere raggiunta per sentiero che si stracca dallo stradina "Quattro Strade"/Madonna della Neve, oppure dalla Madonna della Neve. Nonostante la quota non particolarmente elevata e l'abbondanza della vegetazione arborea, dalla cima si gode di un ampio panorama, in particolare verso sud.

## Bibliografia

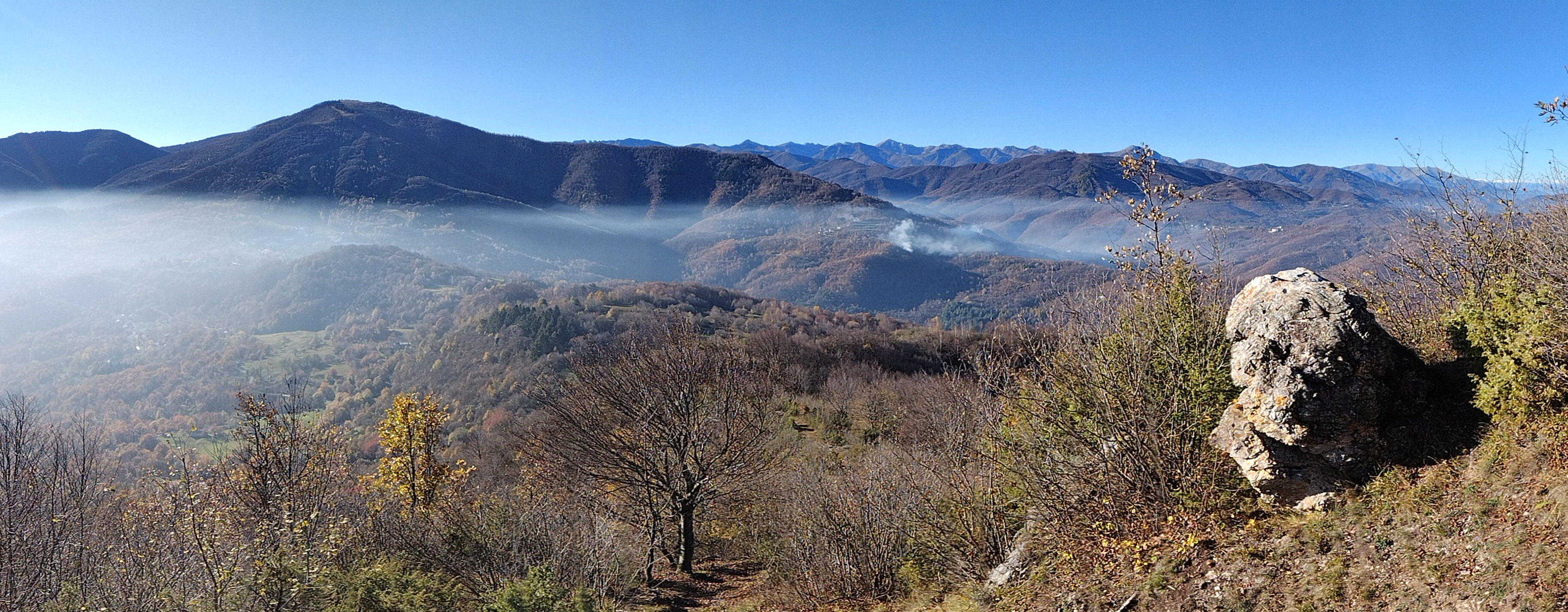
Panorama verso sud, con il Bric Mindino
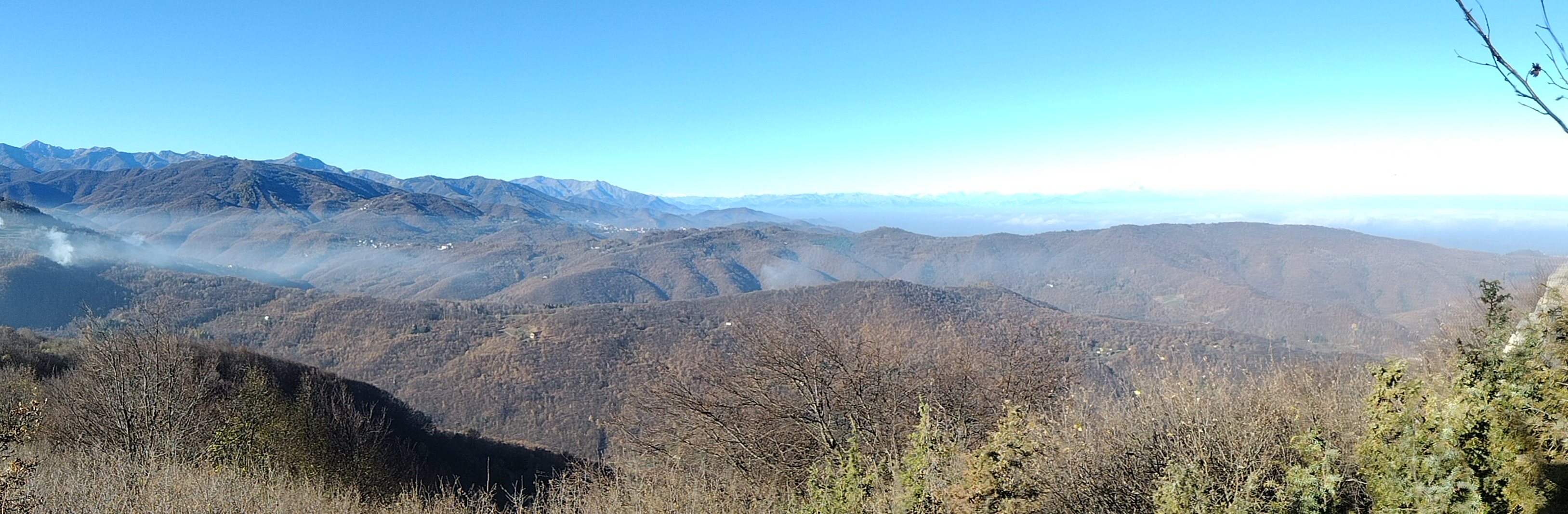
Panorama verso nord-ovest